# Ropalopus
Ropalopus is een kevergeslacht uit de familie van de boktorren (Cerambycidae). De wetenschappelijke naam van het geslacht werd voor het eerst geldig gepubliceerd in 1839 door Mulsant.

## Soorten
Ropalopus omvat de volgende soorten:
- Ropalopus aurantiicollis Plavilstshikov, 1940
- Ropalopus ruficollis Matsumura, 1911
- Ropalopus speciosus Plavilstshikov, 1915
- Ropalopus signaticollis Solsky, 1872
- Ropalopus clavipes (Fabricius, 1775)
- Ropalopus eleonorae Sama & Rapuzzi, 2002
- Ropalopus femoratus (Linnaeus, 1758)
- Ropalopus hanae Sama & Rejzek, 2002
- Ropalopus insubricus (Germar, 1824)
- Ropalopus ledereri Fairmaire, 1866
- Ropalopus lederi Ganglbauer, 1882
- Ropalopus macropus (Germar, 1824)
- Ropalopus mali Holzschuh, 1993
- Ropalopus nadari Pic, 1894
- Ropalopus ruber Gressitt, 1939
- Ropalopus sanguinicollis (Horn, 1860)
- Ropalopus sculpturatus Pic, 1931
- Ropalopus siculus (Stierlin, 1864)
- Ropalopus ungaricus (Herbst, 1784)
- Ropalopus varini (Bedel, 1870)